# Rio Dobriaşul Mare
O Rio Dobriaşul Mare é um rio da Romênia, afluente do Rio Târgului, localizado no distrito de Argeş.